# William S. Gray
William Sylvester Gray (* 26. August 1896 in Manhattan, New York City, New York; † 16. Dezember 1946 in Los Angeles, Kalifornien) war ein US-amerikanischer Filmeditor, der einmal für einen Oscar für den besten Schnitt nominiert war.

## Leben
Gray begann seine Laufbahn als Filmeditor in der Filmwirtschaft Hollywoods 1929 bei dem Kriminalfilm The Voice of the City von und mit Willard Mack sowie Robert Ames und Sylvia Field in weiteren Hauptrollen. Er wirkte bis 1938 an der Herstellung von insgesamt 35 Filmen mit.
Bei der Oscarverleihung 1937 wurde Gray für den Oscar für den besten Schnitt nominiert, und zwar für den Musicalfilm Der große Ziegfeld (1936) von Robert Z. Leonard mit William Powell in der Titelrolle als Florenz Ziegfeld junior sowie Luise Rainer und Myrna Loy in weiteren Hauptrollen.

## Filmografie (Auswahl)
- 1929: Madame X
- 1929: Untamed
- 1929: The Hollywood Revue of 1929
- 1931: Vollblut (Sporting Blood)
- 1932: Wer andern keine Liebe gönnt (The Passionate Plumber)
- 1932: Ring frei für die Liebe (Flesh)
- 1933: Midnight Mary
- 1934: Zwei Herzen auf der Flucht (Fugitive Lovers)
- 1934: Murder in the Private Car
- 1936: Der große Ziegfeld (The Great Ziegfeld)
- 1936: Wenn der Vater mit dem Sohne… (Piccadilly Jim)
- 1938: Vorhang auf für Judy (Everybody Sing)